# Teleopsis apollo
Teleopsis apollo är en tvåvingeart som först beskrevs av Enrico Adelelmo Brunetti 1928.  Teleopsis apollo ingår i släktet Teleopsis och familjen Diopsidae.
Artens utbredningsområde är Madagaskar. Inga underarter finns listade i Catalogue of Life.